# Wy-dit-Joli-Village
Wy-dit-Joli-Village egy község Franciaországban. Lakosainak száma 329 fő (2022. január 1.).

## Földrajza
Wy-dit-Joli-Village Guiry-en-Vexin, Lainville-en-Vexin, Arthies, Avernes és Banthelu községekkel határos.